# 陶家沟站
陶家沟站是一个成渝线上的铁路车站，位于四川省资中县陶家沟村，建于1961年，目前为四等站，邮政编码为641200。目前客运：办理旅客乘降；不办理行李、包裹托运；货运：办理整车货物发到。

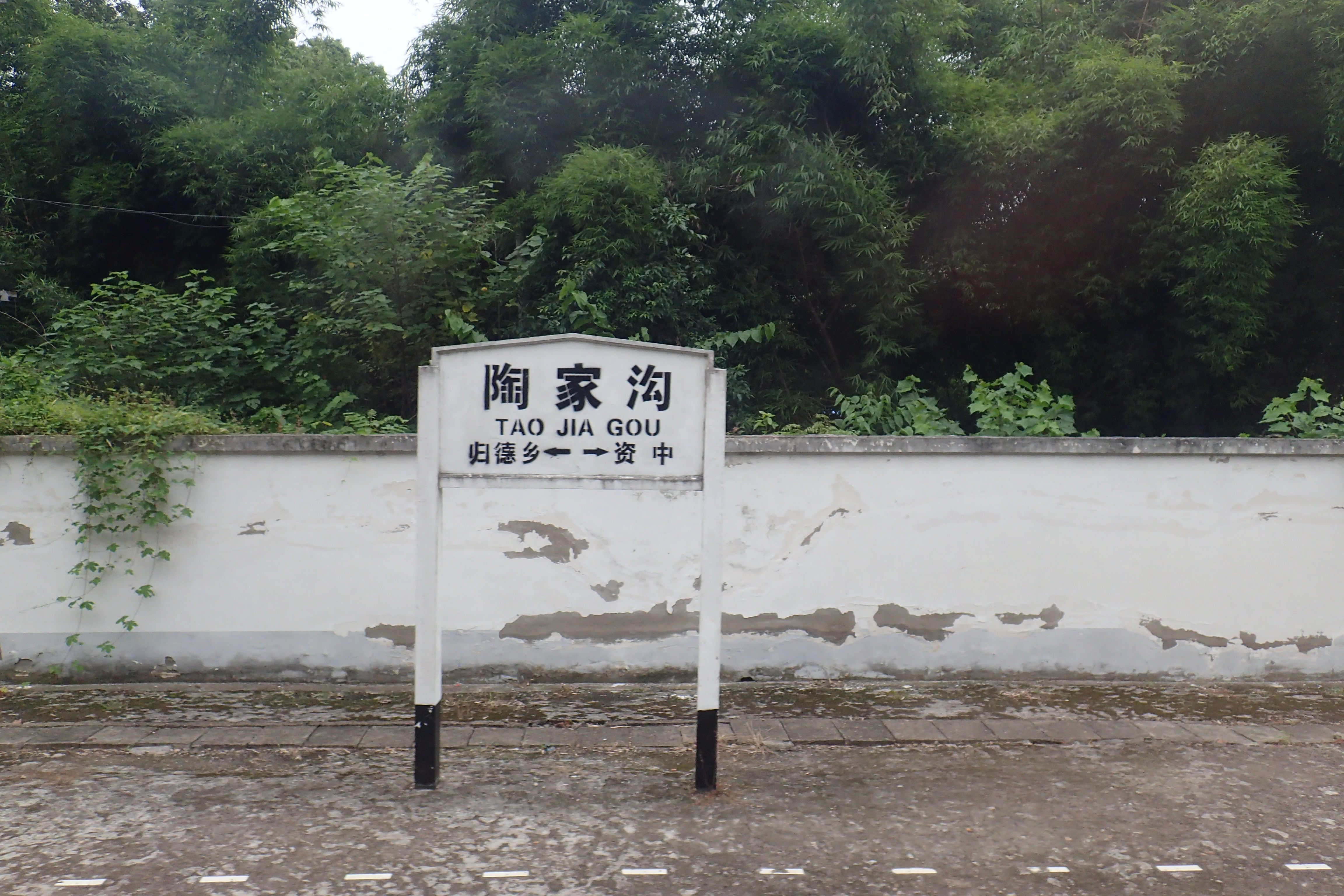
2017年，列车上抓拍的陶家沟站站牌